# Manolo Lima
Manuel Vicente Lima (San Miguel, Rocha, 24 de mayo de 1919 - Maldonado, 1 de setiembre de 1990, conocido en el ámbito de la pintura como Manolo Lima, fue un pintor y docente uruguayo.

## Biografía
Viaja a Montevideo en el año 1935, a la edad de dieciséis años, donde a partir de 1941 y hasta 1945 estudia con el maestro Joaquín Torres García. De quien recibe una importante influencia que marca toda su carrera. Al mismo tiempo que asistía al taller de Torres García trabajaba como carpintero. 
A su vez, él mismo tuvo luego muchos alumnos e hizo escuela. No solo de pintura sino también de cerámica en sus talleres de Pinares. Sus cursos los daba en forma gratuita siguiendo el ejemplo de su maestro Joaquín Torres García. Su taller se financiaba con la venta de sus obras.
Un día le preguntaron que era el éxito, él contestó “¿cuál es mi éxito?, un día digo, ¡qué hermoso azul, loco, que te mandaste!. Entonces eso para mí es el éxito, el día que me quedo contento con haber puesto un azul, un amarillo, un rojo, un negro, un blanco.”
Manolo Lima expuso desde 1941 en muestras colectivas e individuales, en el Centro de Estudiantes de Derecho, Galería Arte Bella, IV Bienal de San Pablo, Casa de la Cultura de Montevideo, Witcomb de Buenos Aires, Casa de las Américas en La Habana, Casa del Pueblo del Partido Socialista, Galería Santos Dumont, y en Punta del Este, donde residió muchos años, en diversos lugares. Es a partir de su primera muestra en Arte Bella en el año 1958 que empieza a vender sus obras.

## Premios
- Primer Premio en el Salón Universitario, 1943.
- Segundo Premio en el Salón Universitario, 1944.
- Premio adquisición destino Cámara de Representantes, en el Salón San José, 1960.

Sus obras se encuentran en el Museo Juan Manuel Blanes, en la Cámara de Representantes y en diversas colecciones particulares de todo el mundo.